# Бітбокс
Бітбокс (англ. beatbox) — це мистецтво створення та імітації ритмічних рисунків (бітів) та мелодій за допомогою артикуляцій органами рота. При цьому сучасна техніка бітбоксу містить в собі безліч інших музичних областей. Для своїх виступів бітбоксери використовують такі електронні пристрої, як Korg Kaoss Pad 3, Ableton Novation Launchpad, та різноманітне програмне забезпечення, щоб робити семпли і повтори своїм голосом — так  званий live looping. Найчастіше бітбокс використовується як акомпонемент у хіп-хоп-композиціях. Вважається, що бітбокс є п'ятим елементом у хіп-хоп-культурі.
Подібна до бітбоксу техніка використовувалася давно (наприклад, у фільмі «Веселі хлоп'ята» — перша музична кінокомедія, знята в 1934 році в СРСР, у мультфільмі 1968 року «Шпигунські пристрасті»). Назва «бітбоксинг» походить від слова «beatbox» — так називалися перші драм-машини (англ. drum machine).

## Історія
Бітбоксинг з'явився в Нью-Йорку і поширився по всьому світу. Сьогодні бітбоксинг переживає друге народження. Первістками бітбоксингу були Doug E. Fresh, Biz Markie і Buffy з «Fat Boys».

### 1980-і
В цей час бітбоксинг займав міцні позиції. Можливо, його першим записом слід вважати «La Di Da Di» Doug E. Fresh і Slick Rick. Коли «Fat Boys», що стали непрямою причиною появи на світло слова «phat», влучного позначення «загальної командної ваги», записали «Stick Em», реп-комьюніті і всі інші відсвяткували народження «важкого» вокального стилю Buffy. Навіть сьогодні, коли люди висміюють бітбоксинг, вони імітують покійного Buffy, пихкаючи і шумно видихаючи повітря в долоні. Значний внесок у поширення бітбоксингу зробили фільми «Fat Boys», особливо «The Disorderlies».
Найяскравіші представники — це Знамер Ден, Ready Rock C з «Will Smith's crew» і The Jock Box з назвою колективу «Skinny Boys crew» (Худі Хлопці).

### 1990-і
В кінці дев'яностих бітбоксинг разом з брейкінгом скотився нижче андеграунду. Він знаходився в запустінні аж до випуску «Make the Music 2000» Rahzel'я «The Godfather of Noyze» — першого справжнього бітбоксинг-альбому. Його назва відсилає нас до «Make the Music With Your Mouth», одного з перших бітбоксинг-треків, записаному хіп-хоп приколістом Biz'ом Markie. Одного разу на MTV з'явилося відео Rahzel «Just a Friend», в якому він говорив: "Дівчинка, у тебе є те, що мені потрібно, але ти сказала, що він всього лише друг, всього лише друг … О, дитинко, у тебе, у тебе є те, що мені потрібно…". Так Rahzel намагався забезпечити собі комерційний успіх.

### 2000-і
У 2002 році британський бітбоксер Alex Tew aka A-Plus заснував найбільшу інтерактивну бітбоксинг-спільноту. Цей сайт зіграв найважливішу роль в недавньому відродженні бітбоксингу: він пропагував мистецтво в Інтернеті і організував перші Збори бітбоксерів (Human Beatbox Convention), яке відбулося в квітні 2003 р. Головним на HumanBeatbox.com є наявність форумів, де бітбоксери і звичайні відвідувачі діляться думками про мистецтво імітації звуків.